# Sublativ
Sublativ är ett grammatiskt kasus som anger olika situationer: I ungerska uttrycker det målet för en rörelse, ursprungligen till ytan av någonting (exempelvis sitta på marken, klättra i träd), men i andra figurativa betydelser såväl (exempelvis till universitetet, för två nätter), medan det i tsez och andra nordöstkaukasiska språk anger rörelse mot bortsidan eller ytan under någonting. Kasuset förekommer i finska, tsez och ungerska.